# Belborn
Belborn – niemiecki duet muzyczny, powstały w niemczech 2000 roku z inicjatywy małżeństwa muzyków znanych jako Holger F. i Susanne H. Belborn prezentował muzykę z nurtu neofolk oraz jego tradycyjnych odmian wykorzystując instrumenty klawiszowe oraz strunowe, podczas koncertów zaś wykonywał kompozycje w aranżacjach akustycznych. Nazwa grupy to wypadkowa słów Beltane i Born (ang. urodzony). Duet zawiesił działalność w roku 2006.
Ponadto w 2006 roku grupa wystąpiła gościnnie na albumie Rituale Romanum zespołu Rose Rovine e Amanti.

## Dyskografia
- 2000 Belborn
- 2000 Seelenruhe/Phoenix 7"
- 2001 3 Drei Three
- 2004 Y
- 2005 Perchta 7"
- 2006 Grain (Split z grupą Rose Rovine E Amanti)

## Kompilacje
- Various Artists - Gloria Victis Vae Victis (2005)
- Various Artists - Leni Riefenstahl 100: Geliebt, Verfolgt und Unvergessen